# Kościół Wniebowzięcia Najświętszej Maryi Panny w Wojkowicach
Kościół Wniebowzięcia Najświętszej Maryi Panny w Wojkowicach – rzymskokatolicki kościół parafialny położony w Żychcicach (części miasta Wojkowice). Funkcjonuje przy nim parafia Wniebowzięcia Najświętszej Maryi Panny. 

## Historia i architektura

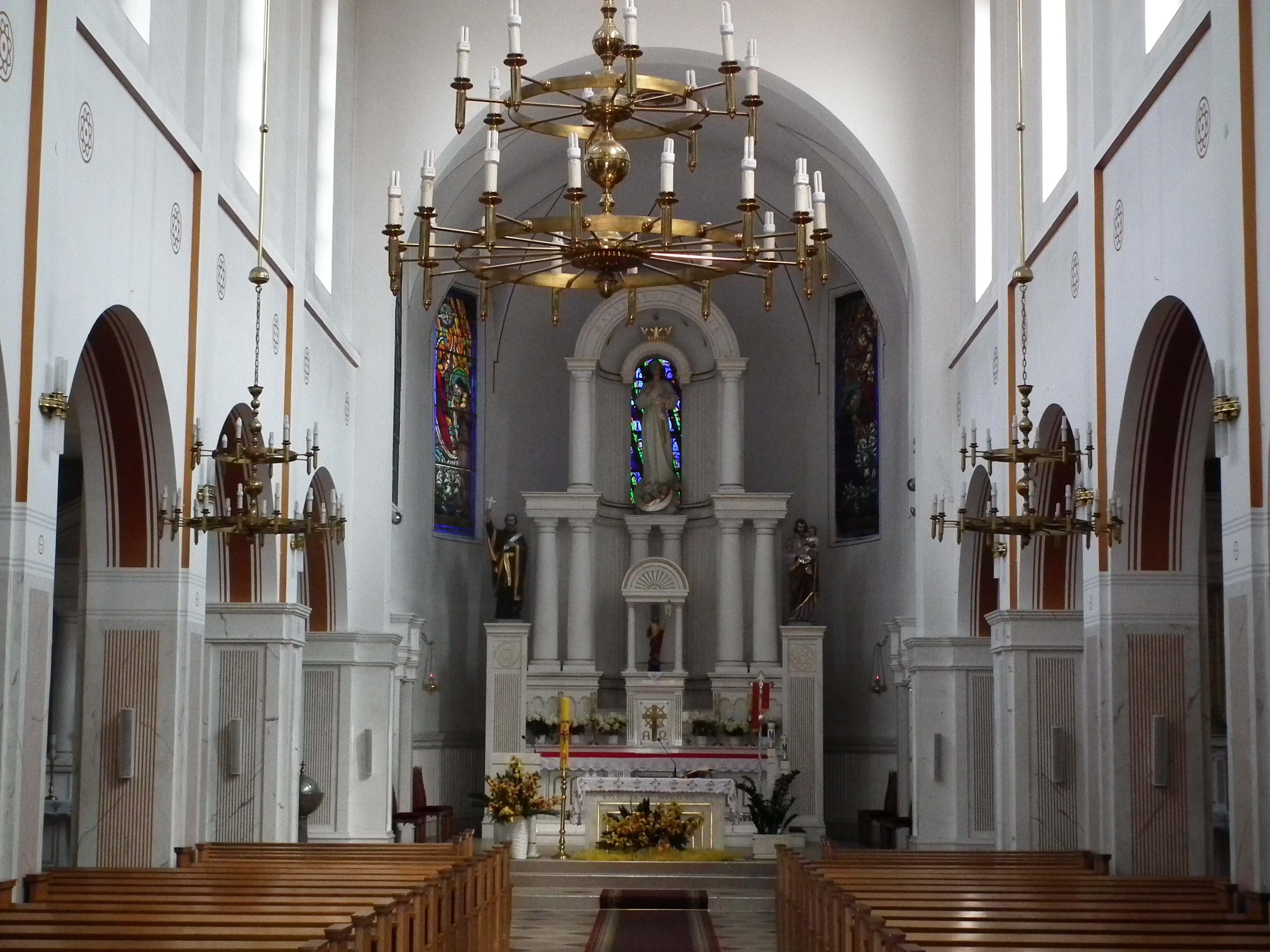
Wnętrze i ołtarz

Początkowo wieś Żychcice (obecnie część miasta Wojkowice) należała do parafii w Bytomiu, a w 1277 włączono ją do parafii św. św. Piotra i Pawła w Kamieniu (Piekary Śląskie). Od 1820 wieś przynależała do parafii Siemonia. 1 lipca 1901 rozpoczęto budowę kaplicy dla członków Żywego Różańca, co planowano już od 1894. W sierpniu 1901 oddano do użytku obiekt na pięćset osób (17 metrów długości i 9 metrów szerokości). 15 sierpnia 1901 odprawiono tam pierwsze nabożeństwo maryjne (obraz Matki Boskiej Częstochowskiej). W 1904 kaplica została filią parafii w Bobrownikach. 4 maja 1909 erygowano parafię w Żychcicach (najmniejszą w okolicy, liczącą około 800 osób). Dekret w tej sprawie wydał ks. Franciszek Brudzyński. W 1918 ks. Stefan Marzec dokonał szczegółowego spisu inwentarza kościelnego, jak również pozostawił po sobie szczegółowy opis pierwszego kościoła (kaplicy). W 1936 rozpoczęto budowę obecnego kościoła, który oddano do użytku 15 sierpnia 1938 (starą kaplicę rozebrano w tym samym roku). Napaść Niemiec na Polskę w 1939 przerwała prace wykończeniowe w świątyni. W 1942 Niemcy zrabowali dwa dzwony (Piotr i Paweł) zakupione z funduszy parafian i proboszcza Jana Pilca. Po zakończeniu II wojny światowej prace przy wyposażaniu kościoła dokończył ks. Stanisław Gałązka (zbudowano schody wejściowe, osadzono trzy pary drzwi dębowych, zbudowano balkon nad kruchtą). W 1948 zainstalowano organy firmy Truszczyński. Ołtarz główny z figurą Marki Bożej Wniebowziętej zaprojektował Jan Budziła. W ołtarzu bocznym umieszczono postać Najświętszego Serca Jezusowego. Po 1952 do świątyni wstawiono ławki, założono ogrzewanie oraz położono posadzkę z terakoty. W 1959 powieszono nowe dzwony: Marię i Józefa. Konsekracji świątyni dokonał biskup Zdzisław Goliński 19 czerwca 1960 (pierwotnie planowana była na grudzień 1939). W latach 1987–1991 kopalnia Jowisz usuwała w obiekcie szkody górnicze. W 2000 parafianie ufundowali nowy ołtarz główny z białego marmuru, który konsekrował arcybiskup Stanisław Nowak. Kościół posiada relikwie bł. Jozafata Kuncewicza.